# Підніжна пічка
Підніжна пічка — примітивний опалювальний прилад. Складається з дерев'яного ящика, відкритого з одного боку, з отворами або плитою вгорі. У неї поміщали керамічну або металеву миску з палаючим вугіллям. Ноги розміщували зверху на плиті, щоб вони грілись. Поклавши ковдру або одяг на ноги, можна було ізолювати тепло і гріти гомілки.
Підніжні пічки використовувались у Північній Німеччині, Нідерландах та США.

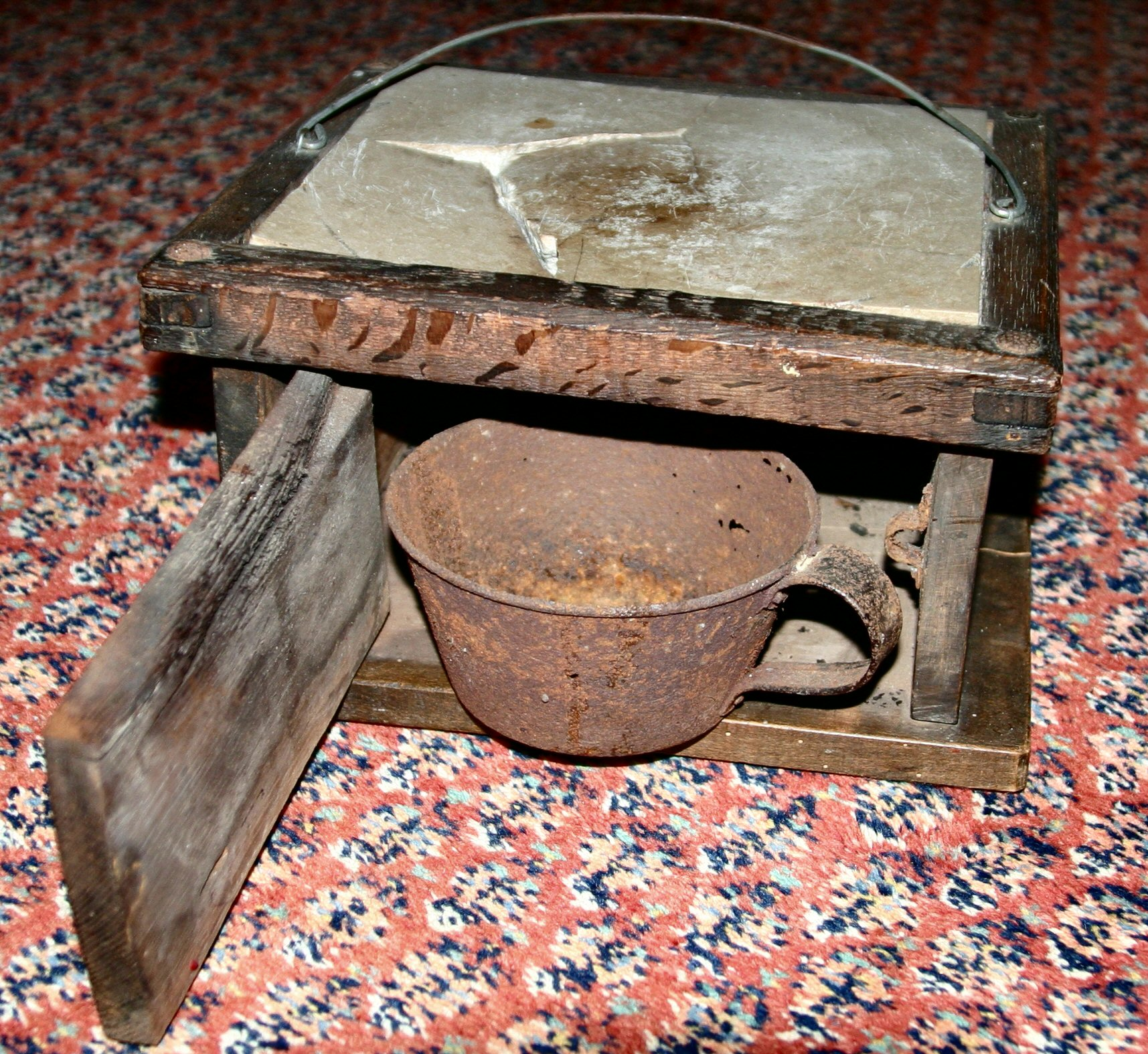
Стара підніжна пічка з Північної Німеччини
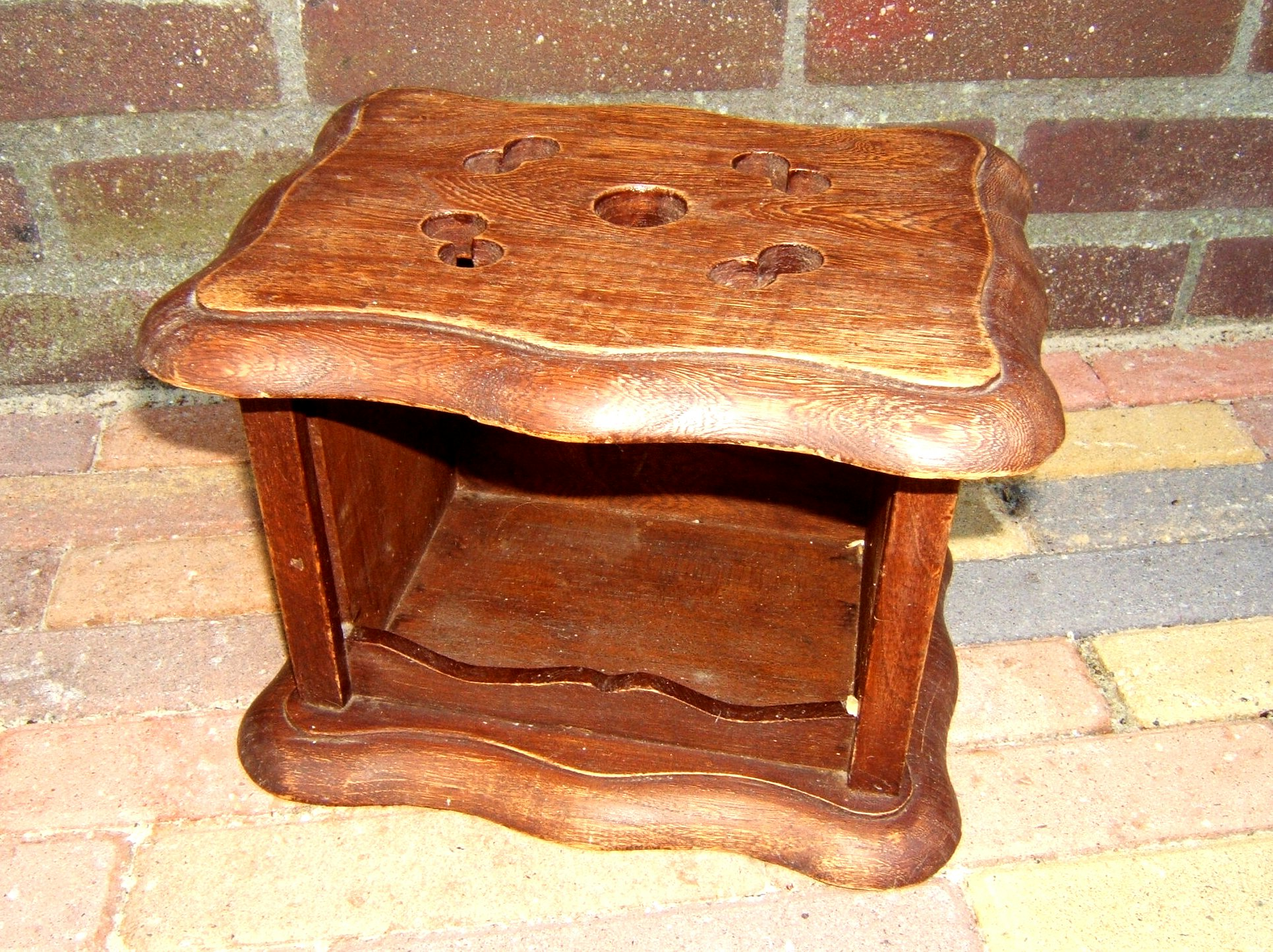
Пічка з Голландії
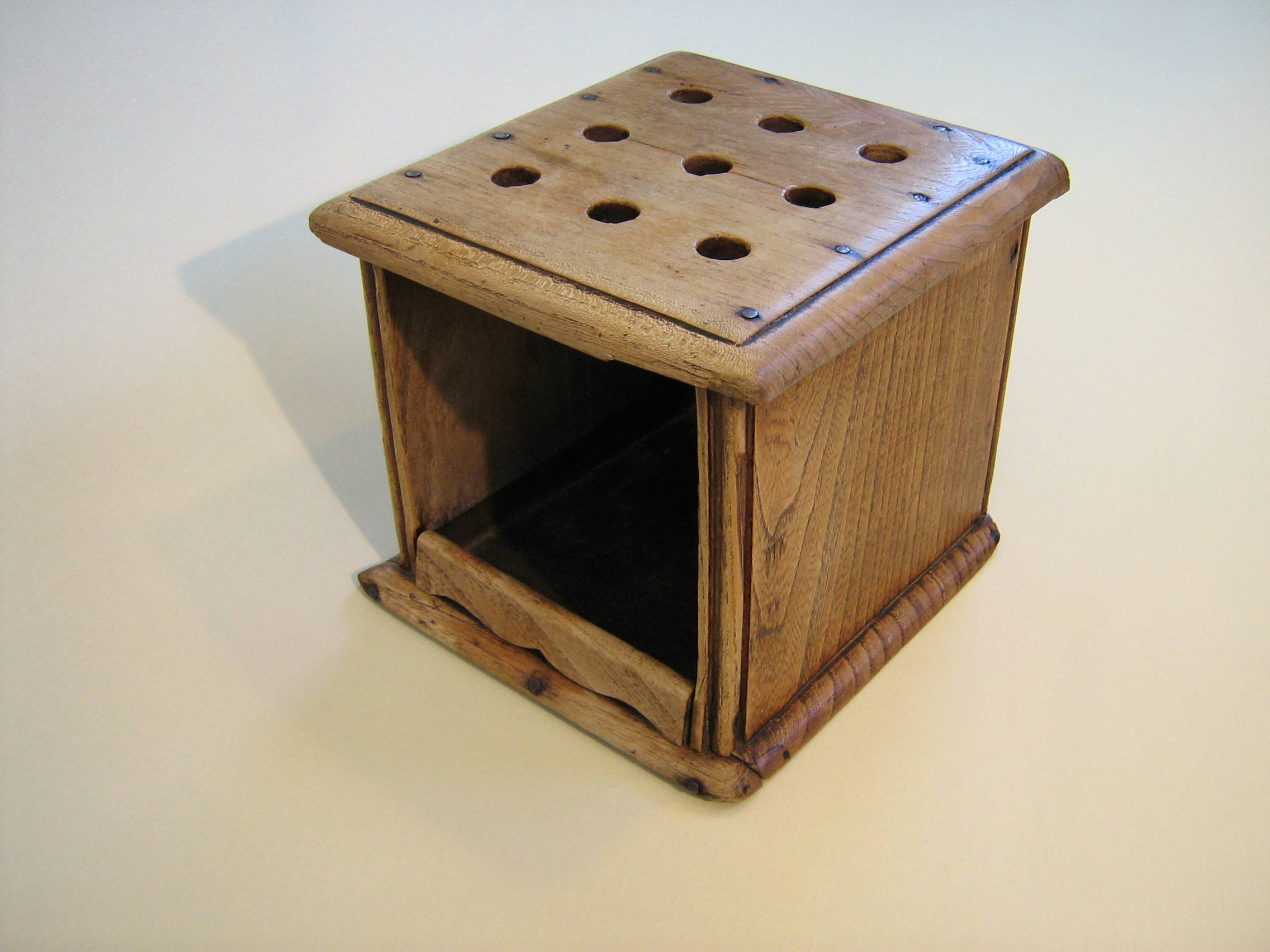
Пічка приблизно з 1930 року